# Bastien François
Pour les articles homonymes, voir François.
Bastien François, né le 21 août 1961 à Paris, est un universitaire qui travaille en particulier sur les questions démocratiques et la transition écologique. 
Professeur à l'université Panthéon-Sorbonne, il dirige de 2010 à 2015 l'UFR de science politique et dirige aujourd’hui le master « Transformation des démocraties contemporaines : transitions écologiques ».
Il est conseiller régional Europe Écologie Les Verts d'Île-de-France de mars 2010 à décembre 2015. De 2017 à 2021, il préside la Fondation de l'écologie politique.

## Carrière

### Études et carrière d'enseignant
Après des études de droit, de science politique et d'économie (diplômé de l’ESSEC en 1985), il est recruté à la direction générale de la Caisse des dépôts et consignations où il s'occupe de prospective macro-économique puis de ressources humaines (1985-1988). Après la soutenance d'une thèse de doctorat et d'une habilitation à diriger des recherches (HDR) à l'université Panthéon-Sorbonne (1992), il est reçu au concours d'agrégation de science politique (1993). 
Il est nommé professeur des universités à la faculté de droit et de science politique de l'université de Rennes I en 1993, puis élu au département de science politique de l'université Panthéon-Sorbonne en 1998. C'est un spécialiste de sociologie politique — avec Frédéric Sawicki, il est l'auteur des dernières éditions d'un des manuels de référence Sociologie politique (Dalloz et Presses de Sciences Po) écrit à l'origine par Jacques Lagroye — et de droit constitutionnel.
Sur le plan académique, il est membre du Comité national de la recherche scientifique (CNRS) (1995-1997), du Conseil national des universités (1998-2002, 2015-2019), des jurys d'agrégation de science politique (2004-2005) et de droit public (2007-2008). Il est directeur-adjoint du Centre de recherches politiques de la Sorbonne (UMR CNRS) de 2001 à 2009.
Depuis 2021, il dirige le master de science politique « Transformations des démocraties contemporaines : transitions écologiques ».
Cofondateur de Politix, revue des sciences sociales du politique, dont il a été membre du comité de rédaction de 1988 à 2003, il est directeur de collections aux éditions Economica.

### Engagement politique
Sur le plan politique, il fonde en 2001 avec le député socialiste Arnaud Montebourg la Convention pour la sixième République (C6R). À ce titre, il publie plusieurs essais très critiques sur le fonctionnement de la Ve République et rédige avec Arnaud Montebourg un projet de Constitution pour une VIe République. En 2005, il prend parti en faveur du traité constitutionnel européen et, en désaccord avec Arnaud Montebourg sur la question européenne, démissionne de ses fonctions au sein de la C6R.
Lors des élections régionales françaises de 2010, il s'engage en Île-de-France aux côtés de Cécile Duflot sur la liste Europe Écologie à Paris. À l'issue du scrutin, il devient conseiller régional. 
Au sein d'Europe Écologie Les Verts comme auprès d'Eva Joly, candidate à l'élection présidentielle de 2012, il s'occupe plus particulièrement des questions constitutionnelles et de décentralisation. Le « constitutionnaliste des écologistes » propose, avec d'autres spécialistes des questions démocratiques (en particulier Dominique Bourg, Loïc Blondiaux, Yves Sintomer), de réfléchir à une « VIe République écologique », c'est-à-dire à « une nouvelle architecture institutionnelle à la mesure des défis écologiques contemporains » et fait une série de propositions pour réformer les collectivités territoriales ou pour passer à une 6e République. En 2017, il est le co-auteur d'un rapport de la Fondation Nicolas Hulot proposant une méthodologie pour mettre en place une procédure constituante participative et d'un ouvrage proposant la création d'une troisième chambre parlementaire chargée des enjeux du long terme. 
Candidat d'EELV aux élections législatives de juin 2012 dans la 18e circonscription de Paris (qui regroupe l'essentiel du 18e arrondissement et la frange nord du 9e), il recueille 9,55 % des suffrages exprimés.
Pour les régionales de 2015 il est candidat en 38e position sur la liste d'Emmanuelle Cosse à Paris, une place non-éligible. Il quitte donc la politique active après le second tour. Lors de l'élection présidentielle de 2017, il participe toutefois à l'équipe de campagne de Benoît Hamon comme conseiller sur les questions institutionnelles.

### Publications
En février 2019, il publie avec Loïc Blondiaux, Marie-Anne Cohendet, Marine Fleury, Jérôme Lang, Jean-François Laslier, Thierry Pech, Quentin Sauzay et Frédéric Sawicki une note de Terra Nova proposant un référendum d'initiative citoyenne délibératif. Chaque référendum d'initiative serait accompagné d'une assemblée de 100 personnes tirées au sort, chargée de produire une note de synthèse sur les arguments les plus pertinents en faveur du oui et du non.
En janvier 2024, Bastien François publie par ailleurs chez Gallimard Retrouver Estelle Moufflarge,,[,,, : dans cet ouvrage éloigné de ses travaux habituels et distingué par la critique (sélections au prix France Télévision 2024 et au prix Livre du réel des librairies Mollat), il retrace la vie d’une adolescente juive déportée vers Auschwitz-Birkenau en 1943, qui vécut dans son quartier du 18e arrondissement de Paris.

## Publications
- Naissance d'une Constitution. La Ve République (1958-1962), Paris, Presses de Sciences Po, 1996
- Le Régime politique de la Ve République, Paris, La Découverte, 1998, 2004, 2006, 2008, 2010, 2024
- La Légitimité de la jurisprudence du Conseil constitutionnel (dir. avec G. Drago et N. Molfessis), Paris, Economica, 1999
- Espaces publics mosaïques : acteurs, arènes et rhétoriques des débats publics contemporains (dir. avec E. Neveu), Rennes, PUR, 1999
- Quinquennat : conséquences politiques, Paris, Economica, 2000
- Misère de la Ve République, Paris, Denoël, 2001, Points-Seuil, 2007
- Sociologie politique (avec J. Lagroye et F. Sawicki), Paris, Dalloz et Presses de Sciences Po, 2002, 2006, 2012
- Pour comprendre la Constitution européenne, Paris, Odile Jacob, 2005
- La Constitution de la 6e République. Réconcilier les Français avec la démocratie (avec A. Montebourg), Paris, Odile Jacob, 2005
- Histoire du Parlement de 1789 à nos jours (avec J. Garrigues et autres), Paris, Armand Colin, 2007
- La Constitution Sarkozy, Paris, Odile Jacob, 2009
- Pour une 6e République écologique  (avec D. Bourg et autres), Paris, Odile Jacob, 2011
- La Démocratie près de chez vous (avec A. Michel), Paris, Les petits matins, 2012
- La 6e République, pourquoi, comment ?, Paris, Les petits matins, 2015
- Les Mots-clés du droit constitutionnel, Paris, Dalloz, 2017
- Inventer la démocratie du XXIe siècle. La chambre citoyenne du futur (avec L. Blondiaux, D. Bourg et autres), Les Liens qui libèrent, 2017
- Politique de l'indépendance. Formes et usages contemporains d'une technologie de gouvernement (dir avec A. Vauchez), Presses universitaires du Septentrion, 2020
- Retrouver Estelle Moufflarge, Paris, Gallimard, 2024

## Résultats électoraux

### Élections législatives
| Année | Parti | Parti | Circonscription | 1er tour | 1er tour | 1er tour |
| Année | Parti | Parti | Circonscription | Voix     | %        | Rang     |
| ----- | ----- | ----- | --------------- | -------- | -------- | -------- |
| 2012  |       | EELV  | 18e de Paris    | 3 636    | 9,55     | 4e       |